# Karl Poppe (Politiker, 1863)

Karl Poppe

Karl Poppe (* 10. September 1863 in Heiligenstadt im Eichsfeld; † 3. August 1932 ebenda) war ein deutscher Politiker (Zentrum).

## Leben und Wirken
Poppe wurde als Sohn eines Magistratssekretärs geboren. Von 1869 bis 1874 besuchte er die Bürgerschule und das Gymnasium in Heiligenstadt. Später studierte er von 1883 bis 1886 Theologie an der Universität Münster. Er war Mitglied der katholischen Studentenverbindung KStV Germania Münster im KV. Im Anschluss an den Besuch der bischöflichen Lehranstalt und des Priesterseminars in Paderborn wurde Poppe am 15. August 1887 zum Priester geweiht. Danach war er als Kaplan bzw. Pfarrverweser in Dingelstädt, Neustadt, Kalteneber und Heiligenstadt tätig. Von 1894 bis 1912 war er Pfarrer in Mengelrode. Danach wurde er zum Propst in Heiligenstadt ernannt.
Während des Kaiserreiches begann Poppe sich in der katholisch geprägten Zentrumspartei zu engagieren. Für diese wurde er bei der Reichstagswahl vom Januar 1912 als Kandidat für den Wahlkreis Erfurt 2 (Heiligenstadt-Worbis) in den Reichstag gewählt. Diesem gehörte er in der Folge bis zum Zusammenbruch des Kaiserreiches im November 1918 an. 
Bei der ersten Reichstagswahl der Weimarer Republik im Juni 1920 konnte Poppe als Kandidat des Zentrums für den Wahlkreis 13 (Thüringen) ins Parlament zurückkehren, dem er diesmal bis zu den Wahlen vom Mai 1924 angehörte.